# Les Légions Noires
Les Légions Noires (también conocidas como The Black Legions, o LLN para abreviar), fueron un grupo de bandas de black metal procedentes del norte de Francia, la mayoría de los alrededores de la ciudad de Brest. Los trabajos de estas bandas solían estar limitados a un pequeño número de copias, que eran distribuidas entre conocidos y amigos cercanos. Por esta misma razón, los trabajos editados por LLN se han transformado con el paso de los años en objetos raros, caros y muy preciados entre los coleccionistas.

## Historia
Posiblemente este círculo se creó a finales de la década de 1980 y principios de la década de 1990, inspirados o como respuesta al black metal noruego y al Inner Circle (aunque existen dudas acerca de la real existencia de este "Inner Circle" o "Black Metal Mafia" tal como lo hay sobre la LLN). Su filosofía no está aún muy clara, pero se dice que manejaban el ocultismo y el vampirismo. La banda Vlad Tepes es muy directa en sus objetivos al expresar en una entrevista "Somos las legiones negras de Satanás, somos los guerreros imortales de sangre negra e imperial, estamos aquí para pervertir a esos gusanos cristianos y destruirlos en nuestro negro holocausto... Que está cercano".
De acuerdo con la revista Terrorizer, y su serie de artículos en 2005 sobre la historia del black metal: "Un par de tipos usando Corpsepaint, pertecientes a las bandas Mütiilation, Torgeist y Vlad Tepes se llamaron a sí mismos "The Black Legions" como un tributo a la entonces llamada "Black Mafia". (Los Noruegos Darkthrone y Burzum).
Los primeros trabajos de los miembros de la LLN aprececieron entre 1990 y 1991. Sus influencias fueron admitidas en el mismo artículo de Terrorizer. Dicho artículo también comentaba que si se habla de black metal, jamás debemos descontar a Francia, básicamente porque es la cuna de las inescrutablemente influyentes Legiones Negras, de una ridícula crudeza, durante mediados de la década de 1990.
La influencia de la escena del black metal noruego fue admitida por Wlad Drakksteim (Vlad Tepes). En una entrevista con la revista Petrified dijo: "Cualquier horda auténtica de black metal debe de tocar al estilo del viejo Bathory". En 1994, el año del juicio de Varg Vikernes acusado de asesinar a Euronymous, Vlad Tepes fue mucho más crítico que otros músicos en cuanto a este suceso, y cuando le preguntaron su opinión acerca de este hecho y sobre la "Norwegian Black Metal Mafia" expresó: "Ellos hicieron muchas cosas 'malas' a este mundo. Con Euronymous muerto, Mayhem esta arruinado, pero ojalá que esto pueda ayudar a que el black metal regrese a la oscuridad. Euronymous debe de estar en paz ahora, por lo que no me quejo por él. Sobre Vikernes no tengo ningún comentario que hacer, creo que cada miembro de LLN tiene su opinión personal".
Tal vez la banda más conocida de LLN sea Mütiilation (banda de un solo componente formada por William Rousselm "Meyhna'ch"). Meyhna'ch fue miembro de las LLN entre 1994 y 1996. En 1995 produjo la revista "The Black Plague - First Chapter (And Maybe Last One)" en la cual se entrevistaban a algunos miembros de la LLN, así como a las bandas. La revista, en formato digital, sigue circulando por Internet. 
Bandas como Mütiilation dieron algunos conciertos, aunque otras como Vlad Tepes negaban cualquier intención de tocar para una audiencia.
Aparentemente a fines de la década de 1990 LLN dejó de existir.

## Rumores
- Aäkon Këëtrëh realizaba sus trabajos y ensayaba en un castillo en Brest (ese castillo pertenecía a la familia de uno de los integrantes de Aäkon këëtrëh).

- Algunas bandas realizaron sus demos con un micrófono forrado con el cadáver de una rata durante meses, para mantener un toque "podrido" dentro de sus grabaciones.

- Muchos de los integrantes de LLN rechazaron al cantante de Aäkon Këëtrëh por el hecho de que era un drogadicto (para ellos, consumir drogas era “inaceptable”).

- Se dice que LLN se acabó en 1997, cuando expulsaron a Mütiilation por la adicción de Willy a las drogas. Otras versiones dicen que se acabó porque sus trabajos estaban cayendo en "las manos equivocadas".

## Fakes y parodias
Algunos fanes han tratado de recrear el sonido de estas bandas, y lanzan material bajo logo de las bandas de LLN, algunos ejemplos son Boreb, Ôìëlôtröpòtëp, Hölgräpezúvzaubervörké, Lepetitgrëgorytvrezorkre, y Vorlevrunkzrevborposphinctre. También muchas bandas de black metal procedentes de Francia han sido confundidas, puesto que en algunos casos su sonido es muy parecido a las de LLN, por ejemplo podemos mencionar las bandas post-1995 de Meyhna'ch como Gestapo 666, Hell Militia y Malicious Secrets. Incluso el grupo finlandés Satanic Warmaster ha sido confundido, especialmente "por usar símbolos parecidos a los de las LLN".

## Bandas y Proyectos
| Músicos: AäK = Lord Aäkon Këëtrëh BLT = Lord Beleth'Rim VRD = Vordb Bathor Ecsed (aka Vordb Dreagvor Uezeerb) WOR = Worlok Drakksteim (aka Vorlok Drakkstein) WLD = Wlad Drakksteim (aka Vlad Drakkstein) NFL = Nifleim NAI = Naimlambre KRS = Krissagrazabeth MYH = Meyhna'ch ADS = A Dark Soul |  | Función: ┿ = miembro (┿) = miembro pasado/fundador all = todos los instrumentos ba = batería vo = voz gt = guitarra bj = bajo |

| Nombre del Proyecto | AäK | BLT    | VRD          | WOR    | WLD        | NFL  | NAI | D.K. | MYH | KRS  | ADS | Releases             |
| ------------------- | --- | ------ | ------------ | ------ | ---------- | ---- | --- | ---- | --- | ---- | --- | -------------------- |
| Aäkon Këëtrëh       | ┿   |        |              |        |            |      |     |      |     |      |     | 3 demos              |
| Amaka Hahina        |     | ┿      |              |        |            |      |     |      |     |      |     | 3 demos, 1 cd        |
| Belathuzur          | (┿) |        |              |        |            |      |     |      |     | ba   |     | 2 demos              |
| Belketre            | ┿   |        | ┿            |        |            |      |     |      |     |      |     | 4 demos, 1 cd        |
| Black Murder        |     |        | ┿            | ┿      | ┿          |      |     |      |     |      |     | 2 demos              |
| Brenoritvrezorkre   |     |        | (vo, gt, ba) | ┿      |            | ba   |     |      |     |      |     | 4 demos              |
| Dzlvarv             |     |        | ┿            |        |            |      |     |      |     |      |     | 1 demo               |
| Moëvöt              |     |        | ┿            |        |            |      | ┿   |      |     |      |     | 7 demos              |
| Mogoutre            |     |        |              | ┿      | ┿          |      |     |      |     |      |     | 1 demo               |
| Mütiilation         |     |        |              |        |            |      |     |      | ┿   | (ba) |     | 6 demos, 6 CD, 2 eps |
| Satanicum Tenebrae  |     |        |              |        |            |      |     |      | all |      |     | 3 demos              |
| Seviss              |     |        |              |        | ┿          |      |     |      |     |      |     | 2 demos              |
| Susvourtre          |     |        | ba           | vo, bj |            |      |     |      |     |      |     | 1 demo               |
| Torgeist            | gt  | gt, vo | bj           |        |            |      |     |      |     |      | ba  | 3 demos ,1 cd        |
| Vermeth             |     | all    |              |        |            |      |     |      |     |      |     | 2 CD                 |
| Vagézaryavtre       |     |        |              | ┿      |            |      |     |      |     |      |     | 1 demo               |
| Vérmyapre Kommando  |     |        |              | bj     | gt, vo, ba | (ba) |     |      |     |      |     | 1 demo               |
| Vlad Tepes          |     |        |              | bj, vo | vo, gt, ba | (ba) |     | (ba) |     |      |     | 10 demos, 2 CD       |
| Vzaeurvbtre         |     |        | ┿            |        | ┿          |      |     |      |     |      |     | 3 demos              |